# Шевченко Юрій Валентинович

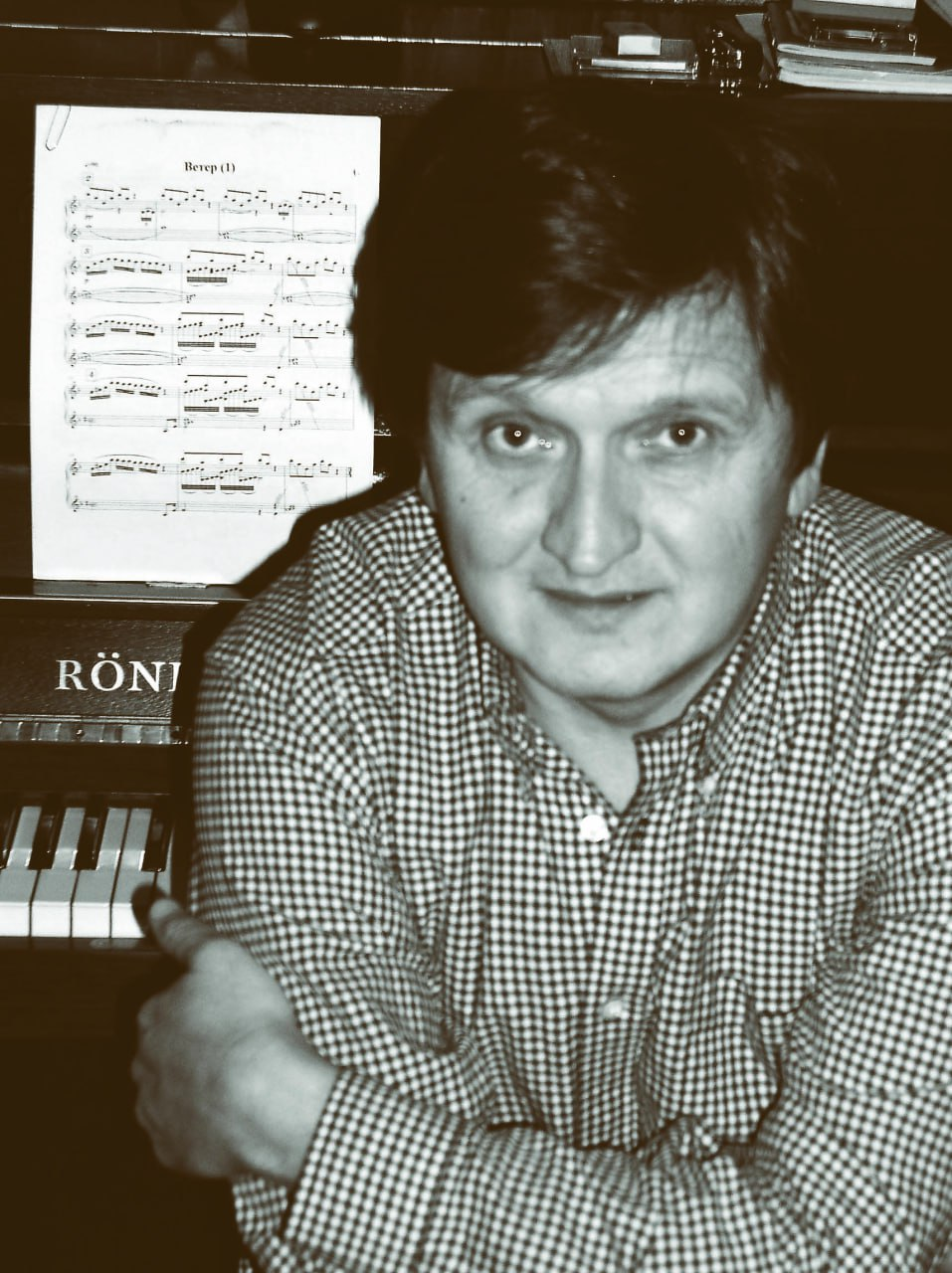
Юрій Шевченко

Ю́рій Валенти́нович Шевче́нко (1 вересня 1953 — 23 березня 2022, Київ) — український композитор, автор симфонічних, камерних творів, музики до радіовистав, кінострічок і мультфільмів, балетів, опер. Член-кореспондент НАМ України, Національної спілки композиторів України, дев'ятиразовий лауреат театральної премії «Київська пектораль», лауреат мистецьких премій ім. Михайла Вериківського (2007), Миколи Лисенка (2012), премії «Київ» ім. Артемія Веделя (2018), премії ім. Віктора Косенка за твори для дітей та юнацтва (2019). Заслужений діяч мистецтв України (1997).
Посилання на сайт композитора Юрія Валентиновича Шевченка https://www.yurishevchenko.com/

## Життєпис
Народився 1 вересня 1953 року у Києві.
У 1977 році закінчив композиторський факультет Київської консерваторії.
З 1977 року — редактор музичного оформлення передач Держтелерадіо України.
Помер 23 березня 2022 року в Олександрівській лікарні Києва від коронавірусної хвороби.

## Творчість
Музика для кіно
- 1992 — «Цвітіння кульбаби» (Київській кіностудії ім. О. П. Довженка)
- 2005 — «Останній осінній листок» (к/м)
- 2008 — «Роман вихідного дня»

Музика для мультфільмів
- 1986 — «Морозики-морози»
- 1988 — «Їжачок і дівчинка»
- 1986 — «Історія про дівчинку, яка наступила на хліб»
- 1988 — «Дострибни до хмаринки»
- 1989 — «Івасик-Телесик»
- 1990 — «Горщик-сміхотун»
- 1991 — «Котик та півник»
- 1992 — «Кривенька качечка»
- 1992 — «Полювання»

Музика для театру
- 2007 — «Буратіно та Чарівна скрипка» (Національний академічний театр опери та балету України імені Тараса Шевченка)
- 2017, 29 червня — «За двома зайцями» — балет на 2 дії, ідея і лібрето Тетяни Андреєвої за мотивами однойменної п'єси Михайла Старицького; балетмейстер-постановник — Віктор Литвинов, диригент-постановник — Володимир Кожухар (Національний академічний театр опери та балету України імені Тараса Шевченка)
- 2009 — «Бармалей та Айболить», балет (Київський муніципальний академічний театр опери та балету для дітей та юнацтва)
- 2018, 26 жовтня — «Король Дроздобород» — опера за п'єсою Богдана Стельмаха, створена за мотивами однойменної казки Братів Грімм; дир. Сергій Голубничий (Київський муніципальний академічний театр опери та балету для дітей та юнацтва)[5]
- 2019 — «Кіт у чоботях» опера (на замовлення Національної опери України — у процесі постановки)

## Нагороди
- 1997 — Заслужений діяч мистецтв України
- 2018 — Мистецька премія «Київ» ім. Артемія Веделя — лауреат премії за балет «Кобзар» (для симфонічного оркестру та хору, 2015), сюїту для скрипки соло та струнного оркестру «Батярські пісні» (2015), музику до вистави за повістю Івана Франка «Перехресні стежки» (2016)[6][7]
- 2019 — X Міжнародний фестиваль театрів ляльок «Подільська лялька» (м. Вінниця) — лауреат у номінації «Краща музика» (вистава «Равлинка та її хатинка», реж. Юрій Тітаров, Київський приватний театр ляльок «Равлик»)[8]